# Robert Armstrong (baron Armstrong d'Ilminster)
Pour les articles homonymes, voir Robert Armstrong et Armstrong.
Robert Temple Armstrong (30 mars 1927 - 3 avril 2020) est un fonctionnaire britannique et pair à vie.

## Famille
Armstrong est né à Headington le 30 mars 1927, fils du musicien Thomas Armstrong (musicien) et de son épouse Hester M. Draper, qui se sont mariés à Londres en 1926. Sa sœur Helen est née à Exeter en 1930.
Armstrong fait ses études à la Dragon School, puis au Collège d'Eton, où il est King's Scholar, après quoi il va à Christ Church, à Oxford, où il étudie les humanités.
À Wantage, le 25 juillet 1953, Armstrong épouse Serena Mary Benedicta Chance, fille de Roger James Ferguson Chance, et Mary Georgina Rowney. Armstrong et sa femme ont deux filles, toutes deux nées à Marylebone, Jane Orlanda Armstrong, née en 1954, et Teresa Brigid Armstrong, née en 1957. Ce mariage s'est terminé par un divorce et, en 1985, il se remarie à Mary Patricia Carlow, fille de Charles Cyril Carlow.

## Carrière
Au cours d'une longue carrière dans la fonction publique, Armstrong travaille dans plusieurs départements, dont le Trésor et le Home Office. De 1970 à 1975, il est le principal secrétaire privé du Premier ministre. Il est fait chevalier en 1978. De 1979 à 1987, il est Secrétaire du cabinet sous Margaret Thatcher.
Armstrong est nommé Compagnon de l'Ordre du Bain (CB) en 1974, Commandeur de l'Ordre Royal Victorien (CVO) dans les honneurs d'anniversaire de 1975. Dans les honneurs d'anniversaire de 1978, il est promu Chevalier Commandeur de l'Ordre du Bain (KCB) et Chevalier Grand-Croix (GCB) dans les honneurs du Nouvel An 1983.
En 1986, Armstrong est le témoin clé du gouvernement britannique alors qu'il cherche à supprimer la publication de Spycatcher, dans lequel il alléguait que son auteur, Peter Wright, a tenté de divulguer des informations confidentielles. À l'époque, Wright est un membre de haut rang à la retraite du MI5 et est sur le point de publier son livre en Australie. Les preuves fournies par Armstrong sont largement ridiculisées par la presse britannique pour leur ambiguïté absurde et leur nature apparemment trompeuse. L'avocat de Wright, Malcolm Turnbull, qui devient plus tard le premier ministre de l'Australie, réussit finalement à lever l'interdiction de publication.
Il est créé pair à vie en tant que baron Armstrong d'Ilminster, d'Ashill dans le comté de Somerset, le 26 février 1988, et siège comme crossbencher.
De 1994 à 2006, Lord Armstrong est chancelier de l'Université de Hull. Il est président de la Sir Edward Heath Charitable Foundation jusqu'en 2013.
Armstrong est décédé le 3 avril 2020 à l'âge de 93 ans.